# Trận Lützen (1813)
Trận Lützen diễn ra vào ngày 2 tháng 5 năm 1813, là trận đánh lớn đầu tiên trong cuộc Chiến tranh Giải phóng dân tộc Đức chống lại Hoàng đế Napoléon Bonaparte nước Pháp. Liên quân Nga - Phổ do Tướng Pyotr Khristianovich Wittgenstein (người Nga) chỉ huy đã tấn công Binh đoàn thứ ba của Thống chế Pháp Michel Ney, nhưng những tân binh Pháp đã chống trả mãnh liệt. Khi các đạo quân Pháp khác nhào vào cứu Ney, Napoléon tự thân phi ngựa từ Leipzig về trận giao tranh kịch liệt giữa hai đoàn quân.
Lực lượng Pháo binh Pháp đã bắn nã quyết liệt vào liên quân Nga - Phổ. Đây là trận đánh lớn mở màn cho cuộc Chiến tranh Giải phóng dân tộc Đức. Tướng Gerhard von Scharnhorst bị thương vài tuần sau ông mất. Napoléon I thắng thế, liên quân Nga - Phổ phòng thủ. Sau cùng, liên quân từ bỏ nhưng phần lớn quân sĩ đều triệt binh an toàn trong đêm tối, chứ không hề bị đoàn binh chiến thắng tiêu diệt. Trong khi ấy, Napoléon I lại không có đủ Kỵ binh để truy kích, và quân Pháp phải hứng chịu tổn thất rất nặng nề, hơn cả liên quân Nga - Phổ. Chiến thắng này góp phần khiến quân Pháp trở nên chán nản với cuộc chiến tranh.
Trận kịch chiến này thể hiện tầm quan trọng của đầu óc sáng suốt và tinh thần xông pha trận mạc của Hoàng đế Napoléon I đối với chiến thắng. Tuy nhiên, đây là một chiến thắng kiểu Pyrros của Pháp. Dù họ xâm chiếm được thành Dresden, các chiến sĩ Pháp đều kiệt quệ. Với chiến thắng đắt đỏ này, Napoléon I nắm thế chủ động và hồi phục tiếng tăm của ông kể từ sau thất bại trong cuộc xâm lược nước Nga. Tuy nhiên, với việc liên quân thoái binh trong trật tự tốt đẹp, lực lượng Quân đội Phổ dũng mãnh trở nên vinh quang, và bắt đầu trở về với những năm tháng huy hoàng của họ dưới triều vua Friedrich II Đại Đế năm xưa.